# Cheb Aziz
Cheb Aziz (en árabe: الشاب عزيز‎)‎; seudónimo de Bechiri Boudjema (en árabe: بوجمعة العنقيس‎)‎; (1 de enero de 1968 - 20 de septiembre de 1996) fue un músico e intérprete argelino. Cheb era un cantante e intérprete muy popular en todo África del Norte. Era conocido por tocar géneros musicales argelinos como, staifi y en el idioma chaoui o chawi.

## Biografía
Nació en una casa de la calle Terki Youcef, en el popular barrio de Emir Abdelkader, más conocido por Faubourg Lamy. Pasó su infancia y juventud en esa casa que todavía existe, debajo de la Estación de teleférico de Emir Abdelkader, antes de que su familia se mudara a Djebel Ouahch. Aziz era el quinto hijo de una familia grande, modesta y conservadora. Era un niño tranquilo, tímido, discreto, no demasiado hablador, pero sobre todo educado y muy apreciado por sus vecinos.
Aziz estaba casado con la cantante Selma. Ella dio a luz a su hija Manel en diciembre de 1994.
En pleno ascenso artístico, vivía exiliado en Londres con su esposa e hija, mas se aventuró a asistir a una boda en su tierra natal. Así, fue secuestrado el 18 de septiembre de 1996, mientras asistía a la celebración. Dos días más tarde, su cuerpo fue encontrado en Constantina. El día 19 de septiembre de 1996, Aziz había sido asesinado por milicianos integristas islámicos.
Fue el cuarto cantante ejecutado por esas fechas en Argelia, ya que la música se declaró blasfema y se la prohibió en áreas dominadas por fundamentalistas islámicos.
Los militantes islamistas habían clasificado el moderno y popular género musical raï como blasfemo al considerar que tocaba temas relacionados con sexo y bebida.